# Cyclopentolaat
Cyclopentolaat is een mydriaticum (pupilverwijdend middel) en cycloplegicum (verhindert accommodatie) dat gewoonlijk wordt toegepast bij pediatrische oogonderzoeken. Na indruppelen verwijdt de pupil binnen ca. 30 tot 60 minuten. Binnen 24 uur is cyclopentolaat uitgewerkt. De werking is sneller dan die van het vroeger veel gebruikte atropine.